# Beskæftigelsesrådet
Beskæftigelsesrådet er et råd nedsat af Arbejdsmarkedsstyrelsen med det formål at rådgive beskæftigelsesministeren om beskæftigelsespolitikken. 
Rådet består af i alt 27 medlemmer, der repræsenterer arbejdsgiverorganisationer, hovedorganisationer, invalideorganisationer samt staten, regionerne og kommunerne. Formand er tidligere skatte- og sundhedsminister Carsten Koch.
Tidligere har Ninna Würtzen, direktør for Statsforvaltningen Syddanmark, været formand.
Beskæftigelsesrådet blev oprettet i 2003 som erstatning for Landsarbejdsrådet. 
Sekretariatet varetages af Styrelsen for Arbejdsmarked og Rekruttering.